# جاك دي كاسو
جاك دي كاسو (بالفرنسية: Jacques de Caso)‏ هو مؤرخ فرنسي، ولد في 1928 في فرنسا.